# Мумпф
Мумпф (нім. Mumpf) — громада  в Швейцарії в кантоні Ааргау, округ Райнфельден.

## Географія
Громада розташована на відстані близько 80 км на північний схід від Берна, 20 км на північний захід від Аарау.
Мумпф має площу 3,1 км², з яких на 21,9% дозволяється будівництво (житлове та будівництво доріг), 27% використовуються в сільськогосподарських цілях, 42,9% зайнято лісами, 8,3% не є продуктивними (річки, льодовики або гори).

## Демографія
2019 року в громаді мешкало 1553 особи (+19% порівняно з 2010 роком), іноземців було 34%. Густота населення становила 499 осіб/км².
За віковим діапазоном населення розподілялося таким чином: 17,2% — особи молодші 20 років, 66,7% — особи у віці 20—64 років, 16,1% — особи у віці 65 років та старші. Було 695 помешкань (у середньому 2,2 особи в помешканні).
Із загальної кількості 301 працюючого 15 було зайнятих в первинному секторі, 92 — в обробній промисловості, 194 — в галузі послуг.